# Phan Thanh Bình (Leichtathlet)
Phan Thanh Bình (* 5. April 1995) ist ein vietnamesischer Leichtathlet, der im Kugelstoßen und im Diskuswurf an den Start geht. In beiden Disziplinen ist er momentan Inhaber des Landesrekordes.

## Karriere
Erste internationale Erfahrungen sammelte Phan Thanh Bình im Jahr 2019, als er bei den Asienmeisterschaften in Doha mit 16,08 m den zwölften Platz im Kugelstoßen belegte und im Diskuswurf mit 47,75 m Rang 14 erreichte. Im Dezember wurde er bei den Südostasienspielen in Capas mit 14,59 m Sechster im Kugelstoßen und gelangte mit dem Diskus mit einem Wurf auf 48,46 m auf Rang fünf. 2022 gelangte er bei den Südostasienspielen in Hanoi mit neuem Landesrekord von 16,71 m auf Rang fünf im Kugelstoßen und wurde auch mit dem Diskus mit 48,23 m Fünfter. Im Jahr darauf gewann er bei den Südostasienspielen in Phnom Penh mit neuem Landesrekord von 17,39 m die Silbermedaille im Kugelstoßen hinter dem Thailänder Jakkapat Noisri und belegte mit dem Diskus mit 48,42 m den vierten Platz.
In den Jahren 2017 und von 2019 bis 2021 wurde Phan vietnamesischer Meister im Diskuswurf sowie von 2019 bis 2021 auch im Kugelstoßen.

## Persönliche Bestleistungen
- Kugelstoßen: 17,39 m, 9. Mai 2023 in Phnom Penh (vietnamesischer Rekord)
- Diskuswurf: 48,64 m, 24. August 2019 in Mokpo (vietnamesischer Rekord)